# Hasslerörs landskommun
Hasslerörs landskommun var en tidigare kommun i dåvarande Skaraborgs län.

## Administrativ historik
Vid kommunreformen 1952 bildades den genom sammanläggning av de tidigare kommunerna Färed, Hassle-Berga-Enåsa och Torsö.
Den 1 januari 1971 uppgick den i nybildade Mariestads kommun.
Kommunkoden var 1641.

### Kyrklig tillhörighet
I kyrkligt hänseende tillhörde kommunen församlingarna Berga, Enåsa, Färed, Hassle och Torsö.

## Geografi
Hasslerörs landskommun omfattade den 1 januari 1952 en areal av 196,56 km², varav 196,34 km² land.

### Tätorter i kommunen 1960
I Hasslerörs landskommun fanns den 1 november 1960 ingen tätort. Tätortsgraden i kommunen var då alltså 0,0 procent.

## Politik

### Mandatfördelning i valen 1950-1966
| 13 | 10 | 5 | 7 |

| 28 | 7 |

| 13 | 10 | 5 | 7 |

| 29 | 6 |

| 11 | 12 | 4 | 8 |

| 30 | 5 |

| 13 | 11 | 5 | 6 |

| 27 | 8 |

| 11 | 12 | 4 | 2 | 6 |

| 29 | 6 |